# Titov (cráter)
Titov es un cráter de impacto relativamente pequeño perteneciente a la cara oculta de la Luna. El aspecto más destacable de este cráter es que se encuentra totalmente dentro del Mare Moscoviense, uno de los pocos maria de la cara oculta. Se encuentra al noroeste del cráter Komarov, en la mitad norte del mare.
|  |

Se trata de un cráter desgastado que está casi totalmente rodeado por flujos de lava basáltica. El interior de este cráter ha sido reconstituido por la lava, por lo que tiene el mismo bajo albedo que el terreno circundante. Presenta un pequeño impacto en el borde exterior noreste.
Este cráter aparece etiquetado como "Troy" en algunos mapas antiguos.
Debe su nombre es astronauta Guerman Titov, la segunda persona en orbitar la Tierra.

## Cráteres satélite

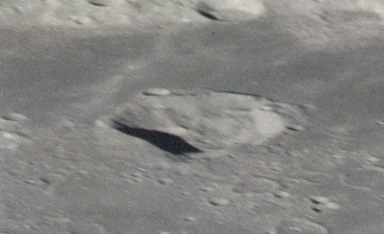
Fotografía de la misión Apolo 13

Por convención estos elementos son identificados en los mapas lunares poniendo la letra en el lado del punto medio del cráter que está más cerca de Titov.
|       | \| Titov \| Coordenadas \| Diámetro \| \| ----- \| ------------------------------ \| -------- \| \| E \| 29°06′N 153°54′E / 29.1, 153.9 \| 22 km \| |          |
| Titov | Coordenadas | Diámetro |
| E     | 29°06′N 153°54′E / 29.1, 153.9 | 22 km    |